# El Instituto Nacional
El Instituto Nacional fue una revista gubernamental educativa guatemalteca que se publicó entre 1875 y 1944.  Fue el órgano divulgativo del Instituto Nacional Central para Varones y estaba dedicada a fomentar la educación de los niveles primario y secundario en Guatemala.

## Antecedentes
En enero de 1875 se fundó el Instituto Nacional Central para Varones con las asignaturas de gramática y literatura, aritmética, trigonometría y topografía, dibujo lineal, teneduría de libros, física, mecánica, agricultura, historia natural, anatomía, fisiología e higiene, anatomía y fisiología comparadas, filosofía y pedagogía, latín, francés e inglés, derechos y deberes del ciudadano y calistenia; un programa positivista completo.  El movimiento del positivismo afectó a toda la población culta porque estaba dirigido tanto a la escuela primaria como a la secundaria, y la ley disponía que la primera fuese obligatoria, laica y gratuita. Por su parte, en la nueva academia militar, la Escuela Politécnica se establecieron carreras de topógrafo, ingeniero de minas, ingeniero de montes, agrimensor, arquitecto, telegrafista y tenedor de libros.  El movimiento educativo positivista se completó con la publicación y traducción de importantes obras de texto y con la publicación de periódicos como La educación del pueblo y El Instituto Nacional.

## Fundadores
- Santos Toruño: educador guatemalteco que fungió como director del entonces prestigioso Instituto Nacional Central para Varones en la década de 1870 y en la de 1890. Inició su carrera en Santa Ana, El Salvador y en 1859 fundó el colegio San Buenaventura en la Ciudad de Guatemala, cuyo prestigio le valió que fuera nombrado director del Instituto Central por el general Justo Rufino Barrios en 1876.[3]

- Ing. Edwin Rockstroh: profesor alemán de matemática y astronomía; contribuyó a la organización de un observatorio en el propio establecimiento, publicaba las observaciones meteorológicas que se hacían en dicho observatorio,[4] y donaba animales disecados al Museo de Ciencias Naturales del Instituto tras sus frecuentes viajes a la selva lacandona. Contribuyó a la documentación de la geografía de las fronteras de Guatemala con México y Honduras y fue administrador de la revista científico-didáctica El Instituto Nacional.[5]